# Valdemaras Martinkėnas
Valdemaras Martinkėnas (10. marts 1965 - 20. juli 2004) var en litauisk fodboldspiller (målmand). 
Martinkėnas spillede gennem sin karriere blandt andet for FK Žalgiris og FK Atlantas i hjemlandet, og havde desuden udlandsophold i både Ukraine, Estland, Schweiz, Finland og Rusland. Han spillede desuden 19 kampe for det litauiske landshold.
Martinkėnas omkom i en drukneulykke i Slovenien i juli 2004, dagen før hans hold FC Flora, som han var målmandstræner for, skulle spille en Champions League-kvalifikationskamp mod det lokale hold NK Gorica.